# Horabylu, Sorab
Horabylu là một làng thuộc tehsil Sorab, huyện Shimoga, bang Karnataka, Ấn Độ.